# Interferon gamma release assay
Interferon-γ release assays (IGRA) là các xét nghiệm y học được sử dụng trong chẩn đoán một số bệnh truyền nhiễm, đặc biệt là bệnh lao. Interferon-γ (IFN-γ) release assays dựa vào thực tế là các tế bào lympho T sẽ giải phóng IFN-γ khi tiếp xúc với các kháng nguyên đặc trưng. Các xét nghiệm này chủ yếu được phát triển cho lĩnh vực chẩn đoán bệnh lao, nhưng theo lý thuyết, có thể được sử dụng trong chẩn đoán các bệnh khác dựa vào miễn dịch qua trung gian tế bào, ví dụ như cytomegalovirus và leishmaniasis. Ví dụ, ở những bệnh nhân có phản ứng với thuốc bất lợi ở da, đòi hỏi các tế bào lympho máu ngoại vi phản ứng với thuốc đó tạo ra kết quả xét nghiệm dương tính với một nửa số thuốc được thử nghiệm.
Hiện tại có hai xét nghiệm giải phóng IFN-γ có sẵn để chẩn đoán bệnh lao:
- QuantiFERON-TB Gold (được cấp phép ở Mỹ, Châu Âu và Nhật Bản); và
- T-SPOT.TB, một dạng ELISPOT, biến thể của xét nghiệm ELISA (được cấp phép ở Châu Âu, Mỹ, Nhật Bản và Trung Quốc).[2]
- Xét nghiệm QuantiFERON -TB Gold hiện đang thực hiện ở một số Bệnh viện như Bệnh Viện Phổi Hà Nội, Khoa Hóa Sinh - Huyết học và Truyền máu địa chỉ 44 Thanh Nhàn, Hà Nội, Bệnh viện Phổi Trung Ương, 436 Hoàng Hoa Thám, Hà Nội, Bệnh viện Lao phổi Hải Phòng...

Thử nghiệm trước đây định lượng số lượng IFN-γ được sản xuất để đáp ứng với kháng nguyên ESAT-6 và CFP-10 từ Mycobacterium tuberculosis, có thể phân biệt với những hiện diện trong BCG và hầu hết các mycobacteria không phải lao khác. Xét nghiệm thứ hai xác định tổng số tế bào T hiệu ứng cá thể biểu hiện IFN-γ.
Các chỉ định cho thử nghiệm vẫn còn tranh cãi. Nó đã được đánh giá để chẩn đoán bệnh lao tiềm ẩn ở bệnh nhân HIV (người thường xuyên có xét nghiệm Mantoux âm tính).